# George Andrew Olah
George Andrew Olah (en hongarès: György András Oláh) (Budapest, Hongria 1927 - Beverly Hills, Estats Units, 8 de març del 2017), fou un químic nord-americà, d'origen hongarès, guardonat amb el Premi Nobel de Química l'any 1994.

## Biografia
Va néixer el 22 de maig de 1927 a la ciutat de Budapest, capital d'Hongria. Va estudiar química a la Universitat Tècnica de Budapest, on es va doctorar el 1949. Després de la Revolució Hongaresa de 1956 va fugir inicialment a Anglaterra i posteriorment al Canadà, on va treballar a la Dow Chemical Company. El 1965 acceptà el seu nomenament com a professor de química a la Case Western Reserve University i el 1977 a la Universitat del Sud de Califòrnia de Los Angeles. El 1971 aconseguí la nacionalitat nord-americana.

## Recerca científica
Interessat en química orgànica ha desenvolupat la seva recerca científica sobre els cations de carboni, anomenats carbocations, fragments carregats positivament que procedeixen de molècules d'hidrocarburs i que apareixen en fraccions de segons en els estadis intermedis de les reaccions químiques.
L'any 1994 fou guardonat amb el Premi Nobel de Química per les seves investigacions sobre els carbocations, fonamentals en la producció de materials sintètics.